# Taal (Vulkan)

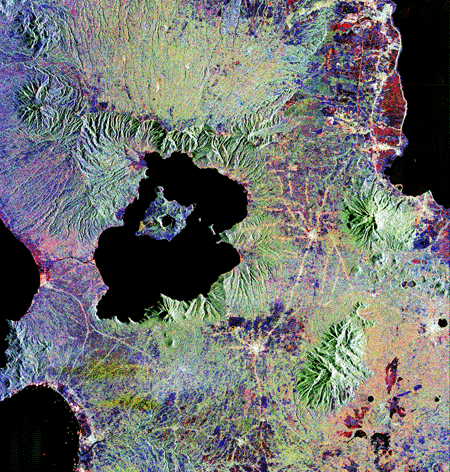
Der Taal See mit Volcano Island in der Mitte

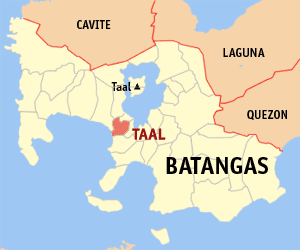
Lage des Vulkans in der Provinz Batangas

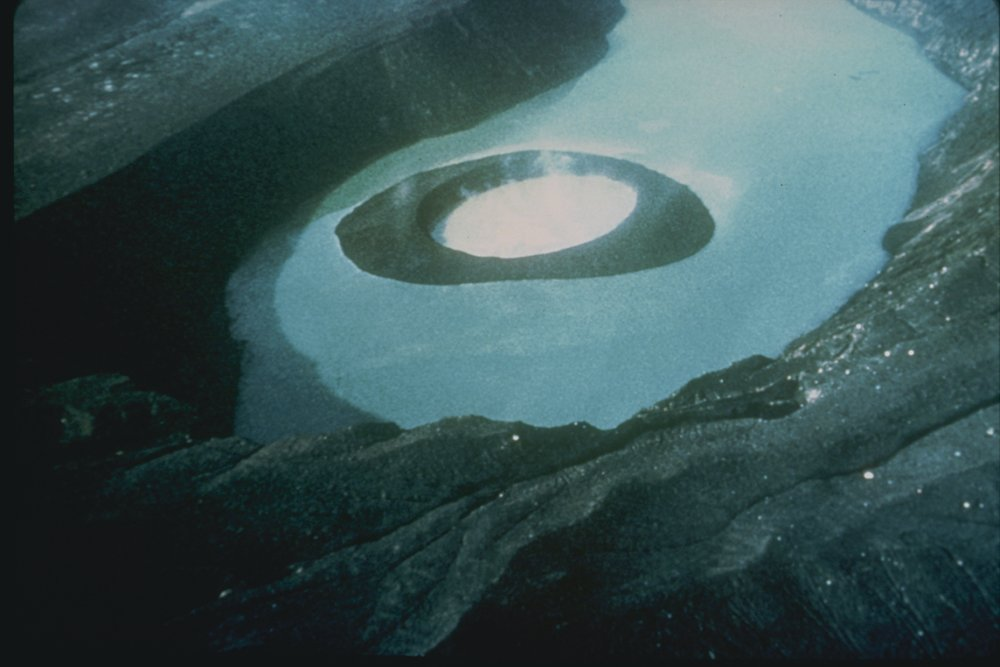
Krater der Eruption von 1965 im Südwesten der Volcano Island

Der Taal ist ein Vulkan auf der philippinischen Insel Luzon. Er liegt auf dem Gebiet der Stadtgemeinden Talisay und San Nicolas in der Provinz Batangas etwa 60 Kilometer südlich von Manila. Der Vulkan besteht aus einer Caldera, in der der Taalsee entstand, sowie aus Volcano Island, einer Insel im See, die Ausgangspunkt der meisten Ausbrüche in historischer Zeit war. Dabei kamen mehrfach Menschen in dem dicht bevölkerten Gebiet rund um den Vulkan zu Tode.

## Geologische Entwicklung
Der Taal gehört zu einer Reihe von Vulkanen im Westen der Insel Luzon, die zwischen zwei Subduktionszonen liegen. In vier gewaltigen Eruptionen vor 500.000 Jahren bis 100.000 Jahren entstand die Caldera mit einem Durchmesser von 25 bis 30 Kilometern. Jede dieser Eruptionen bildete weitreichende Ignimbritablagerungen, die bis in das Gebiet des heutigen Manila reichen. Eine weitere Eruption, die zur Entstehung der Caldera beitrug, fand vor ungefähr 5400 Jahren statt. Weite Teile der Caldera werden in der Gegenwart vom Taalsee eingenommen.
Nach der Entstehung der Caldera führten weitere Vulkanausbrüche zur Bildung einer Volcano Island genannten Insel im Taalsee. Die Insel mit einer Höhe bis zu 311 Metern hat eine Fläche von ungefähr 23 km² und besteht aus sich überlappenden Schlackenkegeln, Tuffringen und Kratern. 47 verschiedene Krater und vier Maare konnten auf der Insel nachgewiesen werden. Auf Volcano Island leben mehrere Tausend Menschen.
In der Mitte von Volcano Island liegt ein Kratersee mit ungefähr zwei Kilometer Durchmesser, in dem sich mit Vulcan Point eine weitere Insel befindet. Der Vulcan Point soll die weltgrößte Insel in einem See auf einer Insel in einem See auf einer Insel gewesen sein, und hat einen Durchmesser von etwa 40 Metern. Volcano Island und der gesamte See wurden 1996 zum Taal-Volcano-Nationalpark erklärt.

## Ausbrüche in historischer Zeit
Seit 1572 kam es zu über 30 Eruptionen, meist auf Volcano Island. Bei den Ausbrüchen von 1707 und 1709 bildeten sich die Kegel Binintiang Malaki im Nordwesten und Binintiang Munti im Südwesten der Insel. 1731 kam es zu einer Eruption im Taalsee, in deren Folge Babuing und Napayong, zwei kleinere Inseln nordöstlich von Volcano Island entstanden. Beim Ausbruch von 1754, dem stärksten in historischer Zeit, dominierten plinianische, sub-plinianische und strombolianische Eruptionen. Der Ausbruch blockierte vorübergehend den Abfluss des Taalsees; infolge der Überschwemmungen wurden mehrere Orte verlegt.
Dem Ausbruch von 1911 gingen Erdbeben voraus, die zum Teil in Manila spürbar waren. Nach wenigen kleineren Eruptionen kam es am 30. Januar zu einer heftigen phreatomagmatischen Explosion, die pyroklastische Surges auslöste. Bei dem Ausbruch starben rund 1335 Menschen, darunter fast alle Bewohner von Volcano Island. Nur 12 oder 13 Inselbewohner überlebten schwer verletzt. Die meisten Menschen starben durch die Surges; einige ertranken infolge starker Wasserstandsschwankungen des Taalsees, sogenannter Seiches. Nach dem Ausbruch sanken Volcano Island und ein Tal südwestlich der Caldera um bis zu drei Meter ein; andere Gebiete hoben sich um bis zu einem Meter. Seit 1911 hat der Kratersee von Volcano Island seine heutige Form; zuvor waren dort mehrere kleinere Seen unterschiedlicher Farben.
Am 28. September 1965 kam es erneut zu einer phreatomagmatischen Explosion, durch die sich im Südwesten von Volcano Island ein 1,5 Kilometer langer und 300 Meter breiter Krater bildete, in den Wasser des Taalsees einströmte. Durch die Explosion stieg eine 15 bis 20 Kilometer hohe Aschewolke auf; eine Fläche von etwa 60 km² wurde mit einer mindestens 25 Zentimeter dicken Ascheschicht bedeckt. Pyroklastische Surges zerstörten Gebiete auf Vulcano Island und am Westufer des Taalsees. Bei dem Ausbruch starben etwa 355 Menschen. Weitere Ausbrüche 1968 und 1969 waren teilweise charakterisiert durch strombolianische Aktivität und waren begleitet von großen Lavaströmen, die das Ufer des Taalsees erreichten. Zuletzt kam es 1977 zu phreatischen Explosionen im Südwesten der Insel.
Nach 1977 traten mehrfach Erdbebenschwärme im Bereich des Taals auf, die 1994 von Hebungen der Insel um 10 bis 20 Zentimeter begleitet waren. Zum Teil wurden die Inselbewohner evakuiert.
Am 12. Januar 2020 bildete sich eine große Aschewolke über dem Vulkan. Im Aschenregen kam es zu einem Verkehrsunfall, bei dem ein Mann starb. Am internationalen Flughafen von Manila wurde wegen des Ascheregens der Betrieb eingestellt. Es wurden vorübergehend 308.000 Menschen aus der Umgebung evakuiert. Aufgrund des Rückgangs der vulkanischen Aktivität wurde am 26. Januar 2020 die Alarmstufe von vier auf drei, am 14. Februar 2020 auf Alarmstufe zwei, und am 19. März 2020 auf Alarmstufe eins gesenkt. Der Kratersee auf Volcano Island wurde bei den Eruptionen fast vollständig geleert.
Am 22. September 2023 setzte der Vulkan erhöhte Mengen an Schwefeldioxid und Nebel frei, was die Behörden dazu veranlasste, Schulen in den umliegenden Gebieten, einschließlich Metro Manila, zu schließen und den Bewohnern zu raten, in ihren Häusern zu bleiben.
Im August 2024 wurde die Bevölkerung vor vulkanischem Smog gewarnt und einige Schulen wurden geschlossen. Im September stieß der Vulkan eine 2,4 km hohe Dampfwolke aus. In den folgenden Tagen gab es weitere kleine Ausbrüche. Es gilt die Alarmstufe 1 und der Zugang zur Vulkaninsel ist untersagt.

## Vulkanüberwachung
Der Taal wurde wegen seiner Nähe zu dicht bewohnten Gebieten und seinen heftigen Ausbrüchen in die Liste von 16 sogenannter Decade Volcanoes aufgenommen, die im besonderen Fokus von Forschungsanstrengungen stehen. Wie an anderen Vulkanen werden seismische Aktivität und Deformationen der Erdoberfläche überwacht. Zudem werden die Temperatur und chemische Zusammensetzung des Wassers im Kratersee kontrolliert. Vor einigen Eruptionen stieg die Temperatur des Seewassers um einige Grad.
Bei Messungen der Radonkonzentration im Bereich des Taals wurde im Oktober 1994 eine Zunahme um den Faktor sechs festgestellt. 22 Tage später folgte am 15. November 1994 ein Erdbeben der Stärke 7,1 auf der Richterskala, dessen Epizentrum ungefähr 50 Kilometer südlich des Vulkans lag. Der Anstieg der Radonkonzentration wird als Hinweis auf das spätere Erdbeben gesehen.